# ビーカー

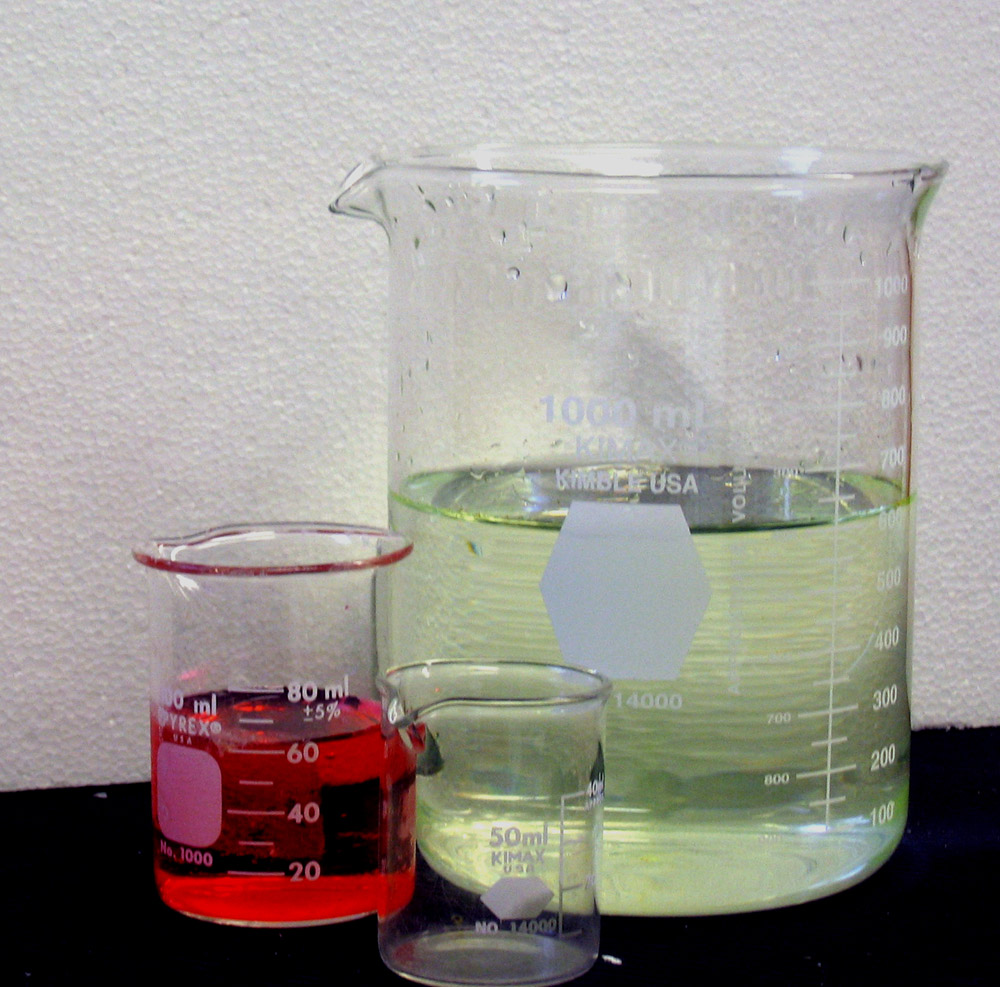
様々な容量のグリフィンビーカー

ビーカー（蘭: beker、英: beaker）は、実験などで使われる容器のひとつ。様々な種類があるが、薄肉の硬質ガラス製で、円筒形で開口部が広く、注ぎ口として一方がくちばし型に突き出ているものが多い。実験台や加熱器具の上で安定して置くことができ、容易に液体を注げるほか、洗浄が簡単であるという利点がある。主として、溶液を調整したり、化学反応や再結晶をさせたりするために、加熱、冷却、攪拌、放置などの操作に使用される。
一般に、単にビーカーという場合は、幅広の円筒形のグリフィンビーカー (Griffin beaker) を指す。他に、細長いトールビーカー（tall beaker、別名ベルセリウスビーカー、Berzelius beaker）や、口がやや細いコニカルビーカー（conical beaker、別名フィリップスビーカー、Phillips beaker）などがあり、容量はふつう10mL から 10L の範囲で、用途に合わせて多くの種類が利用されている。
容量を示す目盛がついているものが多いが、目安程度であり、正確ではない 。この目盛りはアプロックス目盛り（APPROX：Approximateの略で「おおよその」の意）と言い、±5%の精度である。そのため、滴定などの実験で、精密な試料の計量を要求される場合には、メスピペット、メスフラスコを使って計量する必要がある。

## 使用方法

### 操作方法
基本的に、ビーカーはふちのすぐ下を持つ。これは、ふちが指にかかっているためしっかりと持て、注ぎ口から漏れた薬品が指にかからないためである。片手で持つだけでは落としやすいので、片方の手で横を持ち反対の手で底を支える。ガラス製のビーカーにおいて、特にサイズが大きく、中に何か入っている場合は、ビーカーの側部や底部から、しっかりと支えるように持つ。ビーカーの底はガラスが薄く割れやすいため、置く時には下に小指を入れ、そっと静かに置くとよい。液体を入れる際は、適切な勢いで飛び散らないように注ぐため、ガラス棒を伝わらせて少しずつ入れる。大きめの固体の場合は、底にひびがいったり割れたりしないように、壁面に沿って滑らせて入れる。中の溶液を注ぐときは注ぎ口から行う。

攪拌はガラス棒やマグネチックスターラーを使用する。ガラス棒を用いる際は、壁面にぶつけないよう、円を描くよう静かに動かす。ゴムを変質させる溶液でない場合は、ガラス棒の先にゴムをつけて使用すると良い。

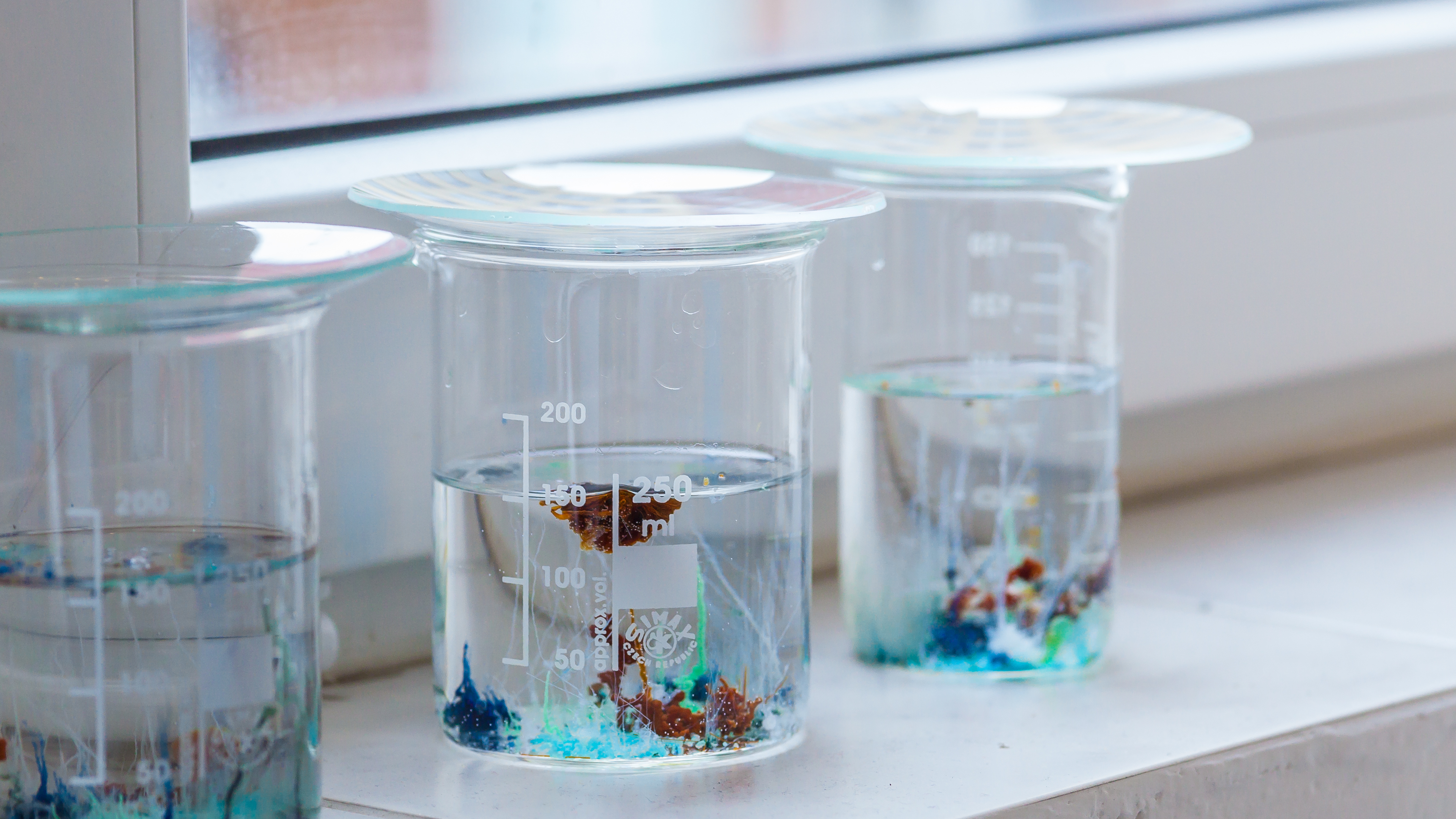
ケミカルガーデンの実験において時計皿を蓋として使用している

ビーカーにふたをする際は、パラフィルムを用いると密閉でき、蒸発を防ぐことができる。密閉が不要な場合は、時計皿を蓋として代用することもできる。
ガラス製ビーカーは熱に強いので、液体を加熱する実験に使用できる。加熱の際には、ビーカーの底面がまんべんなく熱せられるように必ず加熱用金網を用い、ビーカーに入れる液体の量は6分目までにする。

### 洗浄方法
ビーカーをどの程度洗浄するかは、ビーカーを使用する状況によって大きく変わる。
例えば、小中学校の理科実験であれば、洗剤をつけたスポンジで外側と内側を洗い、すすいだ後に逆さにして乾かせばよい。洗浄用ブラシおよび電気乾燥機を用いてもよい。外側の次に内側を洗い、すすぎも外側の次に内側をすすげば、外側の汚れが内側に入らずに済む。内壁と外壁のどちらに汚れが付着しているかも分かりやすい。最後にガラス面が水で一様に濡れているかを見れば、綺麗に洗えたかを確認できる。
大学などでより高度な実験をするようになると、汚れの程度と求められる清浄性によって、取扱いは大きく変わる。しかし、手洗いかつけ置きか、どのような洗剤や薬品を用いて洗うかに関わらず、最後は純水または蒸留水を流しかけて、水道水中のミネラル成分を落とす。
極めて厳密な必要がある場合は、JIS規格の「化学分析方法通則」JISK0050：2019 附属書Fに、参考としてガラス器具の洗浄方法が記載されている。

### 安全上の注意
ガラス製のビーカーは、ぶつけたり落としたりしないよう注意する。ビーカーのふちの部分をつかんで持ち上げたり振ったりしてしまうと、破損して、やけどや切り傷につながる恐れがある。ガラス棒を用いる際も、底面が割れる可能性があるので、上下に動かしてはならない。
また、たとえ耐熱ガラスであっても、加熱の際の温度差でひび割れることがある。そのため、決して直火で加熱してはならない。ビーカーの外面に水滴がついている場合は、よくふき取っておく。空焚きもしてはならない。
最後に、キズ・カケのあるガラス器具は、キズのないものと比較して著しく強度が下がってしまう。明快に分かるものだけではなく、ビーカーの底面などについた光沢が失われ白濁したような細かいキズも、ガラスの強度を大きく低下させている。このキズが起点となって、加熱や冷却後に小さな力で破損したり、底が抜ける事例が報告されている。そのため、必ず事前に点検し、気がついた場合は速やかに使用を中止し、新品と交換して使用すること。

## 種類

（左）トールビーカー（右）グリフィンビーカー

### グリフィンビーカー
直径と高さの比がおよそ 3:4 となる幅広の円筒形で、上部が開いてやや外側に広がり、一端に注ぎ口のついた、一般的なビーカーである。上部が外側に広がっていることで、持ちやすくなっている。液体を入れておいたり、加熱したり、物を溶かしたりするのに使用する。

### トールビーカー（ベルセリウスビーカー）

コニカルビーカー

グリフィンビーカーをやや細長くして、直径と高さの比をおよそ 1:2 にした形状をしている。背が高く細長いため持ちやすく、加熱時の液体の吹きこぼれや蒸発が抑えられる。湯煎、マントルヒーターでの加熱に適している。

### コニカルビーカー（フィリップスビーカー）
「コニカル(conical)」とは、円錐形という意味である。口がやや細いため、安定しており、振り混ぜやすい形状をしている。三角フラスコも同様の形状だが、より口が大きいため、内容物の出し入れや洗浄に便利である。円錐状の形状から、液体を滴下しても飛び散りにくい。中和滴定などで振り混ぜて使用する。2021年時点では、高校化学の指導内容に、コニカルビーカーは中和滴定に使用する実験器具として扱われている。

### その他
プラスチックなどでできた、取っ手のある手付きビーカーは、熱い液体を注ぐのに使用しやすい。
材質は通常ガラスであるが、用途によってはポリエチレン・ポリプロピレン・ポリスチレン・ポリテトラフルオロエチレン（商品名:テフロン）などの合成樹脂や、ステンレス・ホーロー製などもある。
ステンレスビーカーは腐食性の高い液体に用いられる。石英ガラスビーカーは透明度が高く、1000℃程度の炎の中でも使用することができる。
また、キッチン用品・インテリア・コーヒー器具・メイク道具など、生活雑貨にアレンジされたビーカーも存在する。コーヒーやビールなどのアルコールをビーカーで飲める飲食店もあり、2015年にはニュースに取り上げられた。

## 歴史

### ビーカーの語源
実験器具である「ビーカー」という名称は、1877年に、14世紀における中世英語のbeaker(大きく口の開いた容器)からつけられたものである。これは古ノルド語のbikarrまたは中世オランダ語のbeker（ゴブレット：足つきの取っ手の無い酒杯）に由来している。さらに、はっきりとは分かっていないが、その起源は、ギリシャ語のbikos（土器の水差し、ワイン壺、持ち手のある花瓶）から派生した、中世ラテン語のbicarium（古ザクセン語bikeri、古高ドイツ語behhari、ドイツ語Becher）だと考えられている。この経緯について、ギリシャの錬金術師が酒杯（ギリシャ語ambikos）を蒸留器として用いて広まったことで、アラビア語のal-ambic（アランビックの語源）になり、ラテン語のbicariumに繋がったとする文献がある。このように、歴史的にビーカーという用語は、飲み物を飲むための器としての意味で使われていた言葉だったのである。また、途中で英語のbeak（くちばし、転じて注ぎ口）とも同化した。
ちなみに、水差しのピッチャーpitcherも、ビーカーと同様に語源はギリシャ語のbikosではないかと推測されている。また、今でもイギリス英語では、beakerを（主にプラスチック製で取っ手の無い）コップという意味で用いている。考古学における鐘状ビーカー文化、漏斗状ビーカー文化の「ビーカー文化」という名称も、特殊な飲用広口杯の遺物が発見されたことから来ている。

### 実験器具としてのビーカーの起源
錬金術の時代、今でいうビーカーやフラスコのような器具は、ガラスや陶器で作られていた。現在でも使用されている理化学ガラス実験器具の多くは、錬金術の時代のガラス器具がルーツである。
基本的な実験用ガラス器具の命名は、歴史的事実よりも実験器具販売業者の広告宣伝活動に関係しているため、ビーカーも、いつどこで、誰によって初めて提案されたのかは不明確である。少なくとも、著名な教科書を見ると、1789年に出版されたアントワーヌ・ラヴォアジエの『化学原論』にはビーカーは描かれていないが、1823年に出版されたイェンス・ベルセリウスの『Traité de Chimie（仏語題）』には注ぎ口と寸法を除いた図が掲載されている。

### グリフィンビーカーとベルセリウスビーカー
現在用いられているような注ぎ口と目盛りがあるビーカー（グリフィンビーカー）を考案して販売したのは、イギリスの化学者および出版業者であるジョン・ジョセフ・グリフィン（1802–1877）である。グリフィンは化学を庶民にもたらすことに興味を持ち、化学に関する小冊子を出版して広く人気を得た。最終的にはグリフィンビーカーを含む様々な科学用品の販売を行った。

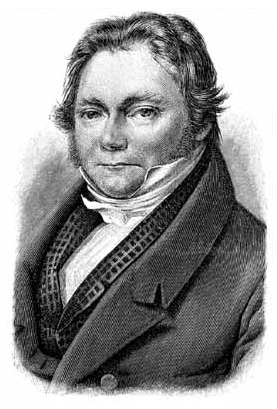
イェンス・ベルセリウス

一方、トールビーカーの別名であるベルセリウスビーカーは、スウェーデンの化学者で、元素記号や一般的な化学用語を提唱したことで有名なイェンス・ベルセリウス（1779-1848）に由来すると考えられている。しかし、彼が1830年までに遺した全8巻の教科書には、多くの分析装置が詳しく紹介されているにもかかわらず、「ベルセリウスビーカー」と呼べるような背の高いビーカーに関する記述は見つからない。グリフィンの経営する実験用品店のカタログにおいては、この名称が使用されており、ベルセリウスビーカーは「背高型」ではなく「狭型」、グリフィンビーカーを「短型」ではなく「幅広型」と表現している。1850年以降からこの名称が使われていることから、この名称はグリフィンによって、幅の狭いビーカーは旧来のものだとして、自分の幅の広いビーカーと差別化するために名付けられた可能性がある。（実は過去に、グリフィンはベルセリウスの物質の命名法を批判しており、学術的地位に就いていないながら、体系的な改善案を本に著した。しかし、学会での反応は冷ややかなものであり、ベルセリウスからも無視されるという経緯があった）

### ホウケイ酸ガラスの使用
やがてビーカーの原料に、化学薬品に強く、熱膨張率が低いために急な温度変化にも耐えやすい、ホウケイ酸ガラスが使用されるようになる。
1881年、初めてホウケイ酸塩ガラスを開発したのは、ドイツの化学者フリードリッヒ・オットー・ショットと物理学者のエルンスト・アッベである。当初は光学機器用のレンズに使用するためのガラス開発を行っていたが、作製したホウケイ酸塩ガラスが、光学機器用途だけでなく、化学実験室の過酷な環境にも適していると分かり、「イエナグラス」としてビーカーなどの実験器具に用いて販売した。イエナグラスは、第一次大戦まで市場で最高の製品だとみなされていた。
その後、1910年代初頭にアメリカのガラス会社コーニングが、自社製品であるホウケイ酸ガラスのNonexを使って、耐熱皿を作れないか研究を始め、安全のために鉛を除去したPyrex(パイレックス)を開発した。1916年から、Pyrexを用いた実験器具が販売されるようになり、化学物質への耐性に加え、熱衝撃と機械的ストレスに強いとして、すぐに科学界で人気のブランドになった。PyrexによるPYREX®ビーカーは2021年現在でも販売されており、日本のJIS規格に対応したビーカーもリリースされている。

## 主なビーカー製造元
ここでは日本国内で、「ガラス製ビーカー」「陶磁器製ビーカー」を製造している主な企業とブランドを記する。
ガラス製ビーカー
- ハリオ - HARIO
- 柴田科学 - SIBATA
- AGCテクノグラス - IWAKI
- 関谷理化[57] - SEKIYA
- 小泉硝子製作所[58]

生産終了
- 相互理化学硝子製作所[59] - TOP
- ビードレックス - Ｖidrex

陶磁器製ビーカー
- マルミヤセラミックス - MT印 磁製ビーカー
- ニッカトー - CC印 陶磁器ビーカー

なお、「PP製ビーカー」や「PFA製ビーカー」「TPX製ビーカー」などの樹脂製ビーカーを、製造するメーカーも多々存在する。

## 標準規格
JISR：3503 では、化学分析用ガラス器具の項目において、ビーカー、トールビーカー、コニカルビーカーの規格を以下のように定めている。ただし、ビーカーRおよびトールビーカーRは、ISO 3819：1985に準拠したものである。
| 種類      | 呼び容量 (ml) | 胴外径 (mm) | 高さ (mm) | 最低質量 (g) | 厚さ (mm) 以上 |
| --------- | ------------- | ----------- | --------- | ------------ | -------------- |
| ビーカー  | 50            | 46±1        | 60±2      | 22           |                |
|           | 100           | 55±1        | 70±2      | 28           |                |
|           | 200           | 67±1        | 89±2      | 50           |                |
|           | 300           | 78±1        | 103±2     | 75           |                |
|           | 500           | 90±2        | 120±3     | 100          |                |
|           | 1000          | 110±2       | 150±3     | 180          |                |
|           | 2000          | 135±3       | 200±3     | 350          |                |
|           | 3000          | 153±3       | 225±3     | 500          |                |
|           | 5000          | 180±5       | 275±5     | 945          |                |
| 種類      | 呼び容量 (ml) | 胴外径 (mm) | 高さ (mm) | 最低質量 (g) | 厚さ (mm) 以上 |
| ビーカーR | 5             | 22          | 30        |              | 0.7            |
|           | 10            | 26          | 35        |              | 0.7            |
|           | 25            | 34          | 50        |              | 0.7            |
|           | 50            | 42          | 60        |              | 0.8            |
|           | 100           | 50          | 70        |              | 0.9            |
|           | 150           | 60          | 80        |              | 1.0            |
|           | 250           | 70          | 95        |              | 1.1            |
|           | 400           | 80          | 110       |              | 1.2            |
|           | 600           | 90          | 125       |              | 1.3            |
|           | 800           | 100         | 135       |              | 1.3            |
|           | 1000          | 105         | 145       |              | 1.3            |
|           | 2000          | 130         | 185       |              | 1.4            |
|           | 3000          | 150         | 210       |              | 1.7            |
|           | 5000          | 170         | 270       |              | 2.0            |

| 種類            | 呼び容量 (ml) | 胴外径 (mm) | 高さ (mm) | 最低質量 (g) | 厚さ (mm)      |
| --------------- | ------------- | ----------- | --------- | ------------ | -------------- |
| トールビーカー  | 50            | 41±1        | 72±2      | 38           |                |
|                 | 100           | 50±1        | 88±2      | 51           |                |
|                 | 200           | 60±1        | 110±2     | 70           |                |
|                 | 300           | 66±1        | 135±2     | 85           |                |
|                 | 500           | 77±2        | 152±3     | 120          |                |
| 種類            | 呼び容量 (ml) | 胴外径 (mm) | 高さ (mm) | 最低質量 (g) | 厚さ (mm) 以上 |
| トールビーカーR | 50            | 38          | 70        |              | 0.8            |
|                 | 100           | 48          | 80        |              | 0.9            |
|                 | 150           | 54          | 95        |              | 1.0            |
|                 | 250           | 60          | 120       |              | 1.1            |
|                 | 400           | 70          | 130       |              | 1.2            |
|                 | 600           | 80          | 150       |              | 1.3            |
|                 | 800           | 90          | 175       |              | 1.3            |
|                 | 1000          | 95          | 180       |              | 1.3            |
|                 | 2000          | 120         | 240       |              | 1.4            |
|                 | 3000          | 135         | 280       |              | 1.7            |

| 種類             | 呼び容量 (ml) | 胴外径 (mm) | 上部外径(mm) | 高さ (mm) | 最低質量 (g) |
| ---------------- | ------------- | ----------- | ------------ | --------- | ------------ |
| コニカルビーカー | 50            | 50±2        | 32±2         | 70±3      | 22           |
|                  | 100           | 59±2        | 38±2         | 92±3      | 28           |
|                  | 200           | 73±2        | 43±2         | 110±3     | 40           |
|                  | 300           | 84±2        | 47±2         | 132±3     | 70           |
|                  | 500           | 97±2        | 55±2         | 143±3     | 90           |